# Kirghizistan aux Jeux olympiques de la jeunesse d'hiver de 2012
Le Kirghizistan a participé aux Jeux olympiques de la jeunesse d'hiver de 2012 à Innsbruck en Autriche du 13 au 22 janvier 2012. L'équipe kirghize était composée d'un athlète en ski de fond.

## Résultats

### Ski de fond
Le Kirghizistan a qualifié un homme en ski de fond.
Homme
| Athlète            | Épreuve      | Finale        | Finale |
| Athlète            | Épreuve      | Temps         | Rang   |
| ------------------ | ------------ | ------------- | ------ |
| Zafar Shakhmuratov | 10 km hommes | 39 min 07 s 1 | 46     |

Sprint
| Athlète            | Épreuve       | Qualification | Qualification | Quart de finale | Quart de finale | Demi-finale  | Demi-finale  | Finale       | Finale       |
| Athlète            | Épreuve       | Total         | Rang          | Total           | Rang            | Total        | Rang         | Total        | Rang         |
| ------------------ | ------------- | ------------- | ------------- | --------------- | --------------- | ------------ | ------------ | ------------ | ------------ |
| Zafar Shakhmuratov | Sprint hommes | 2 min 01 s 09 | 43            | Non qualifié    | Non qualifié    | Non qualifié | Non qualifié | Non qualifié | Non qualifié |